# Argyle (Missouri)
Argyle è un villaggio degli Stati Uniti d'America, situato nello Stato del Missouri, diviso tra la contea di Osage e la contea di Maries.